# Lee Powell (Schauspieler)
Lee Berrien Powell (* 15. Mai 1908 in Long Beach, Kalifornien; † 30. Juni 1944 auf Tinian, Pazifik) war ein US-amerikanischer Schauspieler und Cowboydarsteller.

## Leben
Powell besuchte die University of Montana und versuchte dann sein Glück als Schauspieler. Nach Anfängen in kleinsten Rollen erhielt er 1938 die Hauptrollen in zwei Serials.  The Lone Ranger  war ein Western-Fortsetzungsstück, von dessen Erfolg er den Rest seiner Karriere profitieren sollte; The Fighting Devil Dogs stellt zwei Armeeangehörige in den Mittelpunkt der Handlung, die einen Terroristen bekämpfen. Beide Fortsetzungsfilme entstanden für die Republic Pictures. Ein danach folgendes Angebot lehnte Powell ab und unterzeichnete einen Vertrag bei Grand National Pictures, die eine neue Western-Trio-Serie planten. Hier spielte Powell neben dem singenden Cowboy Art Jarrett und Sidekick Al St. John; aufgrund der finanziellen Schwierigkeiten der Produktionsgesellschaft entstand jedoch nur ein Film, Trigger Pals, bevor sie pleiteging.
Für einige Zeit fand Powell Beschäftigung in kleineren Rollen, darunter im Serial Flash Gordon Conquers the Universe. Dann unterschrieb er beim „Barnett Brothers Circus“, später beim „Wallace Brothers Circus“ und trat, als „The Original Talking Lone Ranger“ angekündigt, als Cowboy auf. Die Verwendung des Namens „Lone Ranger“ zog langwierige rechtliche Streitigkeiten nach sich. Im Spätjahr 1941 versuchte Powell ein Comeback beim Film, als er für eine neue Western-Reihe, die eines der damals beliebten Trios in den Mittelpunkt stellte, unter Vertrag genommen wurde. Die sparsam produzierende Producers Releasing Corporation besetzte ihn neben Art Davis und Bill Boyd als „Frontier Marshals“. Nach sechs wenig bemerkenswerten und auch kaum beachteten Filmen wurde die Reihe eingestellt.
Am 17. August 1942 schrieb sich Powell beim United States Marine Corps ein; nach seiner Grundausbildung kämpfte er in Tarawa und Saipan. Nachdem er eine der blutigsten Schlachten im Pazifikkrieg überstanden hatte, starb er an den Folgen von Vergiftungserscheinungen. Sein Grab befindet sich auf dem National Memorial Cemetery of the Pacific in Honolulu.
1940 hatte Powell die Star-Reiterin (und Tochter des Besitzers) des „Barnett Brothers Circus“, Norma Rogers, geheiratet.

## Filmografie (Auswahl)
- 1938: The Lone Ranger (Serial)
- 1938: The Fighting Devil Dogs (Serial)
- 1939: Trigger Pals
- 1942: Along the Sundown Trail